# ОШ Сами Фрашери Лучане
ОШ „Сами Фрашери” у Лучану, једна је од установа основног образовања на територији општине Бујановац.
Настава се одвија на албанском језику.